# Audacious Media Player
Audacious Media Player är en mediaspelare för GNU/Linux och andra Unixliknande system. Audacious är baserad på Beep Media Player som i sin tur är baserad på XMMS. 
Audacious kom till då utvecklingen av Beep Media Player avslutades, för att ersättas av BMPx. Audacious är väldigt lik BMP utseendemässigt men den har kommit en lång väg sedan utvecklingen påbörjades, en skillnad är övergången till libvisual för rendering av animationer. Sedan 2015 så finns det en officiell Qt-baserad version av projektet, som främst är basen för Mac OS X-versionen.
Audacious kan använda sig av Winamp2-skins, samt GTK2 och Qt.